# Friedrich Nicolaus Bruhns

Stammtafel der Musikerfamilie Bruhns

Friedrich Nicolaus Bruhns, auch Nikolaus, der selbst ausschließlich die hochdeutsche Form Brauns seines Nachnamens verwendete, (* 11. Februar 1637 im Lollfuß vor Schleswig; † 13. März 1718 in Hamburg) war ein Komponist des Barock.

## Leben
Bruhns entstammte einer schleswig-holsteinischen Musikerfamilie, aus der auch sein Neffe Nicolaus Bruhns hervorging. 1682 wurde er als Nachfolger von Nicolaus Adam Strungk Direktor der Hamburger Ratsmusik; ab 1687 war er als Canonicus minor Kantor am Dom.
Elf Solokantaten mit Continuo und Begleitung zweier Violinen aus den Jahren 1706 bis 1712 sowie 1715 bis 1718 sind von ihm erhalten, sowie eine Johannespassion (1706). 1707 führte er auch eine Markuspassion auf, die vermutlich ebenfalls aus seiner Feder stammte und später von Johann Sebastian Bach mehrfach in Weimar und Leipzig aufgeführt werden sollte; dieser hielt sie allerdings für ein Werk Reinhard Keisers.